# Cziffra György (karmester)
Ifj. Cziffra György (külföldön Georges Cziffra jr.; Budapest, 1942 vagy 1943. – Párizs, 1981. november 17. magyar származású francia karmester, Cziffra György (zongoraművész) fia.

## Élete
Egyetlen gyermeke Cziffra György zongoraművésznek és az egyiptomi származású Soleilka Abdinnak (férjezett nevén Soleilka Cziffra). 1942-ben, vagy '43-ban született Budapesten. Anyja kezdeményezésére 1950-ben disszidálni akartak, ám a határon elfogták őket. Szüleit elítélték, apja három, anyja két éves börtönbüntetést kapott, ő maga is intézetbe került nyolc hónapra, mire nagyanyja ki tudta szabadítani. A család végül 1956-ban emigrált, Franciaországban telepedtek le.
Zongoristának tanult, később azonban a zenekarvezetés felé fordult. Apjával számos közös munkájuk, koncertjük volt, Franciaországban karmesterként hírnevet szerzett. Nagyon tudatosan hangsúlyozva a családi kapcsolatot G. Cziffra és G. Cziffra jr. néven léptek fel. 1966-ban apjával sokat munkálkodtak az auvergnei Festival de la Chaise-Dieu elindításával.
Rövid zenei karrierje mindvégig apja hírnevének árnyékában telt. 1973-ban Budapesten, az Erkel Színházban, a Magyar Rádió Szimfonikus Zenekara közreműködésével adtak közös koncertet, amiről a kritika úgy számolt be, hogy bár ifjabb Cziffra György nagyon tehetségesnek bizonyult a karmesteri szempontból nehéz művek interpretálásánál is, inkább apja volt az, aki irányított.
Karrierje kiteljesedését korai halála akadályozta meg: 1981-ben, 39 éves korában Párizs környéki házukban a kandalló lángjától tüzet fogott ruhája, harmadfokú égési sérülésekkel, kritikus állapotban szállították kórházba, ahol azonban két nap múlva elhunyt.
Két gyermeke, Isabelle és Cosima Franciaországban született, a Cziffra Alapítvány munkájában mindketten részt vesznek.
Emlékezete éppúgy apja hírneve fényének takarásában van, mint zenei karrierje volt: még a családi alapítvány honlapján sincs róla említés, a legtöbb esetben csak mint a zongorista fiát említik. Életrajzi adatai még a nagy könyvtári adatbázisokban is elnagyoltan, néhol pontatlanul szerepelnek.